# Abraliopsis hoylei
Abraliopsis hoylei е вид главоного от семейство Enoploteuthidae.

## Разпространение
Видът е разпространен в Мавриций.